# 国際連合安全保障理事会決議67
国際連合安全保障理事会決議67（こくさいれんごうあんぜんほしょうりじかいけつぎ67、英: United Nations Security Council Resolution 67, UNSCR67）は、1949年1月28日に国際連合安全保障理事会で採択された決議。インドネシア情勢及び前年12月に再発したインドネシア及びオランダの戦闘行為に関して両国に停戦を要請し、また新たに国際連合インドネシア委員会を設置するものである。

## 概要
インドネシア紛争の両当事者がレンヴィル協定の原則を引き続き遵守することに満足し、オランダに対しすべての軍事行動を直ちに中止するよう、インドネシア共和国に対しその武装支持者にゲリラ戦を中止するよう命じ、両当事者が地域全体の平和回復および法秩序の維持に協力するよう要請した。さらに理事会は、オランダに対し、1948年12月17日以降に逮捕されたスカルノやモハマッド・ハッタなどのすべての政治犯を釈放し、インドネシア共和国政府の職員のジョグジャカルタ（前年末の攻撃により陥落）への即時帰国を容易にし、同国政府が同地域で有効に機能するために合理的に必要とする施設を彼らに提供するよう要求した。
その後、決議は、制憲議会への構成員の選挙が1949年10月までに完了し、オランダが1950年7月までにインドネシアの主権を譲渡し、「インドネシア連邦共和国」の創設をするよう求めた。そのため、安保理は調停委員会(Committee of Good Offices)をインドネシア委員会(United Nations Commission for Indonesia, UNCI)と改称し、旧委員会の任務のほか、選挙の監視、集会・言論・出版の自由の保障、インドネシアの一部の共和国政府への移転の監督、安保理への定期的な報告書提出を任務として課した。
決議は部分的に投票され、全体について投票は行われなかった。

## 詳細
以下はその和訳。
安全保障理事会は、
インドネシア問題に関する1947年8月1日の決議27（1947）、8月25日の決議30（1947）及び31（1947）並びに1947年11月1日の決議36（1947）を想起し、
インドネシアに関する善処委員会が安全保障理事会に提出した報告に承認を持って留意し、
1948年12月24日と28日の決議63（1948）と64（1948）が完全に実行されていないことにつき考慮し、
オランダ軍によるインドネシア共和国領の継続的な占領は、当事者間の良好な関係の回復及びインドネシア紛争の公正かつ永続的な解決の最終的な達成と両立しないことを考慮し、
インドネシア全土における法と秩序の確立及び維持は、両当事者の表明した目的及び要望の達成に必要な条件であることを考慮し、
両当事者が引き続きレンヴィル協定4の原則を遵守しており、できるだけ早い時期に構成議会を設立する目的で自由かつ民主的な選挙をインドネシア全域で実施すべきことに同意し、さらに安全保障理事会が国連の適切な機関による当該選挙の監視を手配すべきであり、オランダの代表が、遅くとも 1949年10月1日までにそのような選挙を実施することを望む旨を表明することに同意していることに満足し、

また、 オランダ政府が可能ならば1950年1月1日までに、いかなる場合でも 1950 年中にインドネシア連合国に主権を 移譲することを計画していることにも満足し、
国際平和及び安全の維持に対する第一の責任を自覚し、また、武力の行使に より当事者の権利、主張及び立場を害しないために、次のとおりにする。

1. オランダ政府に対し、すべての軍事行動の即時中止を確保するよう求め、同時に共和国政府に対し、その武装信奉者にゲリラ戦を中止するよう命じ、また、両当事者に対し、影響を受ける地域全体の平和の回復及び法秩序の維持のために協力することを求める。
2. オランダ政府に対し、1948年12月17日以来インドネシア共和国において逮捕されたすべての政治犯を即時かつ無条件に釈放し、かつ、インドネシア共和国政府の職員が上記第1項の責任を果たし、ジョグジャカルタ地域（ジョグジャカルタ市及びその近傍を含む）の管理を含むその適正機能を完全に自由に行使できるよう、ジョグジャカルタへの即時帰国を促進するよう要請すること。オランダ当局は、インドネシア共和国政府に対し、同政府がジョグジャカルタ地域において有効に機能するため、並びにインドネシア国内のすべての者との連絡及び協議のために合理的に必要とする便宜を供与するものとする。

3. 連邦、独立、主権のあるインドネシア合衆国をできるだけ早い時期に設立するという両当事者の表明した目的および要望を実現するために、オランダ政府の代表者およびインドネシア共和国の代表者による交渉をできるだけ早く開始することを勧告する。リンガジャティ協定5及びレンビル協定に定める原則に基づき、かつ、1948年9月10日に調停委員会のアメリカ合衆国代表が提出した提案に関して当事者間で達した合意6を利用して、下記第4項にいう委員会の援助を受けて、特に、次のことを基礎とする。
(a) 主権移譲前の暫定期間中にインドネシアにおける内政の権限を付与される暫定連邦政府の設立は、上記の交渉の結果であり、遅くとも1949年3月15日までに実施されるものとする。

(b) インドネシアの選挙人集会の代表者を選出するために行われる選挙は、1949年10月1日までに完了すること。
(c) オランダ政府によるインドネシア合衆国へのインドネシアの主権の移転は、できる限り早い時期に、いかなる場合にも1950年7月1日までに行わなければならない。
ただし、上記(a)(b)(c)の各期日の1か月前までに合意が成立しない場合には、下記第4項(a)に掲げる委員会又は下記第4項(c)に従って設立する他の国際連合の機関は、直ちにその困難を解決すべき勧告とともに安保理に報告を行うものとする。
4.次のことを決議する。
(a)善処委員会は、今後、国際連合インドネシア委員会と称する。同委員会は、インドネシアにおける安全保障理事会の代表として行動し、1948年12月18日以来安全保障理事会が善処委員会に割り当てたすべての機能及び本決議の条項により同委員会に与えられた機能を有するものとする。委員会は、多数決によって行動するが、委員会の委員の間に意見の相違がある場合には、安全保障理事会に対する報告及び勧告は、多数意見及び少数意見の双方を提示するものとする。

(b) 領事委員会は、国際連合インドネシア委員会が I 948 年 12 月 24 日及び 28 日の理事会決議 63 (1948) 及び 65 (1948) 並びにこの決議に基づく任務を遂行できるように軍事監視員その他の職員及び施設を提供して同委員会の活動を促進するよう要請され、 その他の活動を一時的に停止する。

(c) 委員会は、この決議の実施及び上記第 3 項に基づいて行われる交渉において締約国を援助し、 その権限の範囲内の事項について締約国又は安全保障理事会に勧告を行う権限を有する。
この交渉において合意が成立したときは、委員会は、オランダ政府からインドネシア合衆国に主権が移転するまでの間、当該合意の規定の実施を援助するためにインドネシアに留まるべき国際連合機関の性質、権限及び職務について安全保障理事会に勧告を行うものとする。

(d) 委員会は、インドネシアにおける共和国以外の地域の代表者と協議し、当該地域の代表者を上記第3項にいう交渉に参加させる権限を有するものとする。
(e) 委員会又は上記第 4 (c) 項に基づく勧告に従って設立される他の国際連合機関は、国際連合に代わってインドネシア全土で行われる選挙を監視する権限を有し、さらに、ジャワ、マドゥラ及びスマトラの領域に関して、(a) 選挙が自由かつ民主的であることを確保すること、(b) 集合、演説及び出版の自由を常時保証する（ただし、その保証は暴力又は報復の擁護を含まないよう解釈してはならない）ことを条件に、勧告をする権限を有する。

(f) 委員会は、共和国の文民行政の早期回復を達成するために援助すべきである。この目的のため、委員会は、当事者と協議した後、公共の安全および生命と財産の保護の合理的要件に合致する範囲において、レンビル協定に基づき共和国が支配する地域（ジョグジャカルタ地域以外）をインドネシア共和国政府の行政に徐々に返還すべきことを勧告し、その移管を監督しなければならない。委員会の勧告には、行政の適切な機能および当該移転に関係する地域の住民の経済的福利のために必要な経済措置に関する規定を含めることができる。委員会は、当事者と協議の上、法秩序の維持を支援するために（ジョグジャカルタ地域以外の）地域にオランダ軍を一時的に留置する場合、そのいずれかを勧告するものとする。
当事者のいずれかが本項に掲げる委員会の勧告を受け入れない場合には、委員会は、難局の解決に向けたさらなる勧告を直ちに安全保障理事会に報告するものとする。

(g) 委員会は、定期的な報告を行うものとする。理事会および特別報告書 必要であると判断する。
(h) 委員会は、オブザーバーを雇用するものとする。必要であると判断した場合には、役員およびその他の者を派遣する。

5. 事務総長に対し、委員会がその職務を遂行するために必要とする職員、資金及びその他の施設を委員会に提供することを要請する。
6. オランダ政府及びインドネシア共和国政府に対し、この決議の規定を実施するために全面的に協力することを要請する。

4 同上、3年目、特別付録第1号、付録XI、XIII、VIIIより。
5 リンガジャディ協定、1947年3月25日にオランダ政府とインドネシア共和国政府との間で締結されたものである。
6 この提案は1948年11月10日に善庁委員会に提出された（安全保障理事会第3年、1948年12月の補足、文書S/1117/Add.1、付録 IVを参照）。